# Cedrela
|  | Dieser Artikel wurde aufgrund von formalen oder inhaltlichen Mängeln in der Qualitätssicherung Biologie zur Verbesserung eingetragen. Dies geschieht, um die Qualität der Biologie-Artikel auf ein akzeptables Niveau zu bringen. Bitte hilf mit, diesen Artikel zu verbessern! Artikel, die nicht signifikant verbessert werden, können gegebenenfalls gelöscht werden. Lies dazu auch die näheren Informationen in den Mindestanforderungen an Biologie-Artikel. |

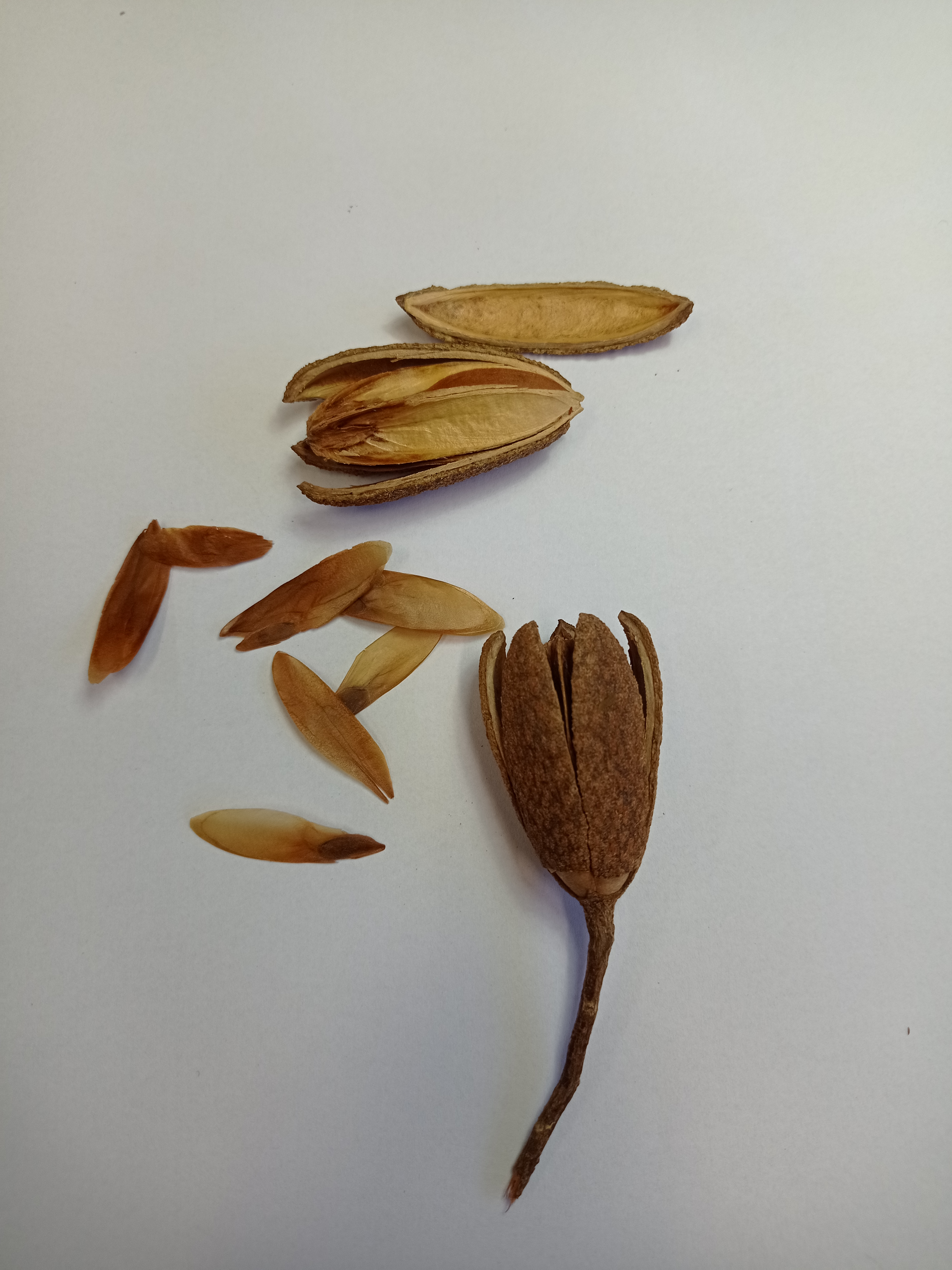
Frucht und Samen von Cedrela odorata

Cedrela ist eine Gattung von Bäumen in der Familie der Mahagonigewächse. Die Gattung umfasst mehrere Arten die in den Tropen und Subtropen beheimatet sind. Die Arten sind auch als Zedrelen bekannt.

## Beschreibung
Die Cedrela-Arten sind für ihre attraktiven, duftenden Blüten bekannt. Sie sind wichtige Bäume in vielen Ökosystemen und werden auch aufgrund ihrer ökologischen Bedeutung geschätzt. Diese laubabwerfenden bis halbimmergrünen Bäume sind bis über 40 Meter hoch. Es können kleinere Brettwurzeln vorkommen. Sie haben eine gerade, zylindrische Form mit einer Krone aus wechselständigen, gestielten, meist paarig gefiederten Laubblättern. Die kurz gestielten Blättchen sind meist ganzrandig. Nebenblätter fehlen, es können extraflorale Nektarien vorhanden sein.
Die Arten sind meist einhäusig monözisch. Es werden endständige und rispige bis thyrsige Blütenstände gebildet. Die meist funktionell eingeschlechtlichen Blüten sind fünfzählig mit doppelter Blütenhülle. Es wird ein Androgynophor gebildet, der Fruchtknoten ist fünfkammerig mit kurzem Griffel und die Narbe ist groß und kopfig. Es sind meist keine auffälligen Nektarien vorhanden, aber das Androgynophor produziert meist Nektar.
Es werden holzige und fünfteilige Kapselfrüchte gebildet. Die abgeflachten Samen sind geflügelt.

## Systematik und Verbreitung
Die Gattung Cedrela umfasst etwa 19 Arten, die in den tropischen und subtropischen Regionen in Süd- und Mittelamerika, Mexiko verbreitet sind. Einige der bekanntesten Arten sind die Westindische Zedrele, Cedrela fissilis und Cedrela montana.

### Artenliste
- Cedrela angustifolia DC.: Aus Bolivien, Peru, Ecuador, Kolumbien bis ins nordwestliche Argentinien.
- Cedrela balansae C.DC.: Aus Bolivien, Paraguay bis ins nordwestliche Argentinien.
- Cedrela discolor S.F.Blake: Aus dem nordöstlichen bis südwestlichen Mexiko.
- Cedrela domatifolia W.Palacios: Aus Ecuador.
- Cedrela dugesii S.Watson: Aus dem nordöstlichen bis südwestlichen Mexiko.
- Cedrela fissilis Vell.: Aus dem mittleren bis nördlichen Südamerika, dem nordöstlichen Argentinien bis nach Zentralamerika bis nach Trinidad und Tobago.
- Cedrela kuelapensis T.D.Penn. & Daza: Aus Ecuador und Peru.
- Cedrela longipetiolulata Harms: Aus Bolivien und Peru.
- Cedrela molinensis T.D.Penn. & Reynel: Aus Peru.
- Cedrela monroensis T.D.Penn.: Aus El Salvador.
- Cedrela montana Moritz ex Turcz.: Aus Bolivien, Peru, Ecuador, Kolumbien und Venezuela.
- Cedrela nebulosa T.D.Penn. & Daza: Aus Bolivia, Kolumbien, Peru und Ecuador.
- Cedrela ngobe Köcke, T.D.Penn. & Muellner: Aus Kolumbien, Panama und Costa Rica.
- Cedrela oaxacensis C.DC. & Rose: Aus Honduras und dem südlichen bis zentralen Mexiko.
- Westindische Zedrele (Cedrela odorata) L.: Aus Mittelamerika, Mexiko, der Karibik und dem mittleren bis nördlichen Südamerika bis ins nordöstliche Argentinien.
- Cedrela saltensis M.A.Zapater & del Castillo: Aus Bolivien, Peru bis ins nordwestliche Argentinien.
- Cedrela salvadorensis Standl.: Aus Mexiko und dem mittleren bis nördlichen Zentralamerika.
- Cedrela tonduzii C.DC.: Aus Zentralamerika bis ins südliche Mexiko.
- Cedrela weberbaueri Harms: Aus Bolivien und Peru.

## Nutzung
Das Holz von einigen Cedrela-Arten ist aufgrund seiner Haltbarkeit, seiner schönen Maserung und seiner leichten Bearbeitbarkeit sehr begehrt. Es wird häufig in der Möbelherstellung, im Innenausbau und in der Herstellung von Musikinstrumenten verwendet. Darüber hinaus wird das Holz auch in der traditionellen Medizin und für andere Zwecke genutzt.